# Péonien
Cette page se comprend mieux après la lecture de Langues paléo-balkaniques.
La langue péonienne était la langue indo-européennes parlée en Péonie, royaume correspondant à peu près au territoire de l'actuelle Macédoine du Nord. Cette langue est très peu connue, elle est distincte des langues illyriennes et thrace, mais partage des caractéristiques communes avec elles.

## Disparition
La date de la disparition de cette langue n'est pas connue, mais l'influence du grec et la pression exercée par les Thraces et les Macédoniens pourraient l'avoir affaiblie avant l'annexion du territoire par Rome.